# NIC-31
La NIC-31 es una importante carretera nacional clasificada como troncal primaria en Nicaragua. Esta vía comienza en el Sur, conectándose con la NIC-17 en el Empalme de Masigüe, departamento de Boaco, y culmina cerca del pueblo de El Portón, en el departamento de Boaco. 

## Extensión
Con una extensión de 31.4 km, la NIC-31 juega un rol clave en la conectividad y transporte de la región.